# Couma macrocarpa
Couma macrocarpa, popularmente conhecido como cumã-uaçu, sorva-grande e sorveira, é uma árvore da família das apocináceas. Os frutos são bagas comestíveis pegajosas do tamanho de limões. O látex é adocicado, podendo ser ingerido com água ou café.

## Etimologia
"Sorva" é originário do latim sorba. "Cumã-uaçu" é um termo tupi que significa "sorva grande" (ku'mã, sorva + wa'su, grande).